# Максимов, Владимир Емельянович
Влади́мир Емелья́нович Макси́мов (настоящее имя Лев Алексе́евич Самсо́нов; 27 ноября 1930, Москва — 26 марта 1995, Париж) — русский прозаик, драматург и публицист, редактор журнала «Континент». Диссидент. Член французского ПЕН-клуба (1973). В 1963 году принят в Союз советских писателей, в 1973 исключен. В 1975 году лишён гражданства СССР.

## Биография
Родился в семье Алексея Михайловича Самсонова, рабочего салицилового завода в Сокольниках. Мать Федосья Савельевна была служащей коммунхоза. Как убеждённый троцкист, Алексей Самсонов находился в лагерях и ссылках вплоть до 1939 года. В первые дни войны ушёл добровольцем на фронт, где вскоре и погиб. Школьные каникулы Максимов (или Лёва Самсонов) проводит у своего любимого деда, железнодорожника Савелия Ануфриевича Михеева, в городе Узловая Тульской области. Окончив всего четыре класса 393-й московской общеобразовательной школы, Максимов убегает из дома. По его словам, от крайней домашней бедности и под воздействием прочитанного. Его любимые писатели в ту пору Максим Горький и Джек Лондон. Он беспризорничает с краткими пребываниями в детприёмниках (Славянск, Кутаиси, Тбилиси, Ашхабад, Ташкент) и колониях (та же география), откуда, как правило, ему удаётся благополучно бежать. При этом, по возможности, ему приходится менять документы во избежание поимки. Именно так Лев Самсонов становится Владимиром Максимовым.
После освобождения в 1951 году жил на Кубани, где впервые начал публиковаться в газетах. Выпустил сборник стихов «Поколение на часах» (Черкесск, 1956).

### Семья
- отец Самсонов Алексей Михайлович (1901—1941), родился в д. Сычёвка Узловского района Тульской губернии
- мать Самсонова Федосья Савельевна (1900—1956), родилась в Узловой Тульской губернии
- сестра отца Самсонова Мария Михайловна (1911—1995), родом из деревни Сычёвка Узловского района Тульской губернии, замужем никогда не была, другой семьи, кроме семьи своего брата никогда не имела
- старшая сестра Нина, умерла в 1940 году в Москве
- младшая сестра Екатерина Брейтбарт-Самсонова (1941, Москва — 2020, США); с 1986 по 1996 год главный редактор журнала «Грани», с 1991 по 1994 год директор издательства «Посев»
- вдова — Татьяна Викторовна (1945, Москва), живёт во Франции.
- внучка Максимова Оксана Александровна (1977 г., родилась и проживает в городе Краснодаре) от дочери Татьяны, рождённой в первом браке.

### Творчество
По возвращении в Москву (1956) занимается разнообразной литературной работой. Первое значительное произведение — «Мы обживаем землю» (сборник «Тарусские страницы», 1961). Написанная раньше повесть «Жив человек» была напечатана в журнале «Октябрь» в 1962 году, затем вышла «Баллада о Савве» (1964) и другие произведения.
Член редколлегии журнала «Октябрь» (октябрь 1967 — август 1968).
Романы «Карантин» и «Семь дней творенья», не принятые ни одним издательством, широко ходили в самиздате. За эти романы их автор был исключён из Союза писателей (июнь 1973), помещён в психиатрическую больницу.
В 1974 году Максимов был вынужден эмигрировать. Жил в Париже. В 1975 году был лишён гражданства СССР.
В 1974 году основал ежеквартальный литературный, политический и религиозный журнал «Континент», главным редактором которого оставался до 1992 года. Был исполнительным директором международной антикоммунистической организации «Интернационал сопротивления».
В эмиграции написаны «Ковчег для незваных» (1976), «Прощание из ниоткуда» (1974—1982), «Заглянуть в бездну» (1986) — о жизни адмирала Колчака, «Кочеванье до смерти» (1994) и другие.
Написал также пьесы: «Кто боится Рэя Брэдбери?» (1988), «Берлин на исходе ночи» (1991), «Там, вдали за рекой…» (1991), «Где тебя ждут, ангел?» («Континент», № 75, 1993) «Борск — станция пограничная» («Континент», № 84, 1995).
Максимов писал неуравновешенно, жёстко. Часто меняются место и время действия, равно как и судьбы повествования; частности, взаимодополняя друг друга, обретают всеобъемлюще-эпический характер. Проза Максимова убеждает прорывами самобытного природного языкового таланта в реальную жизнь низших слоёв советского общества, мучительно знакомую ему по собственному опыту, а также сильным чувством моральной ответственности писателя-патриота.
В 1992—1995 годах, находясь в эмиграции, регулярно публиковался в российской газете «Правда» с большими публицистическими очерками, в которых критиковал реформы Б. Н. Ельцина.
В начале 1995 года у Владимира Максимова было обнаружено онкологическое поражение позвонка шейного отдела. Несмотря на проведённую в Париже хирургическую операцию, остановить развитие болезни не удалось, и 26 марта 1995 года писатель ушёл из жизни.

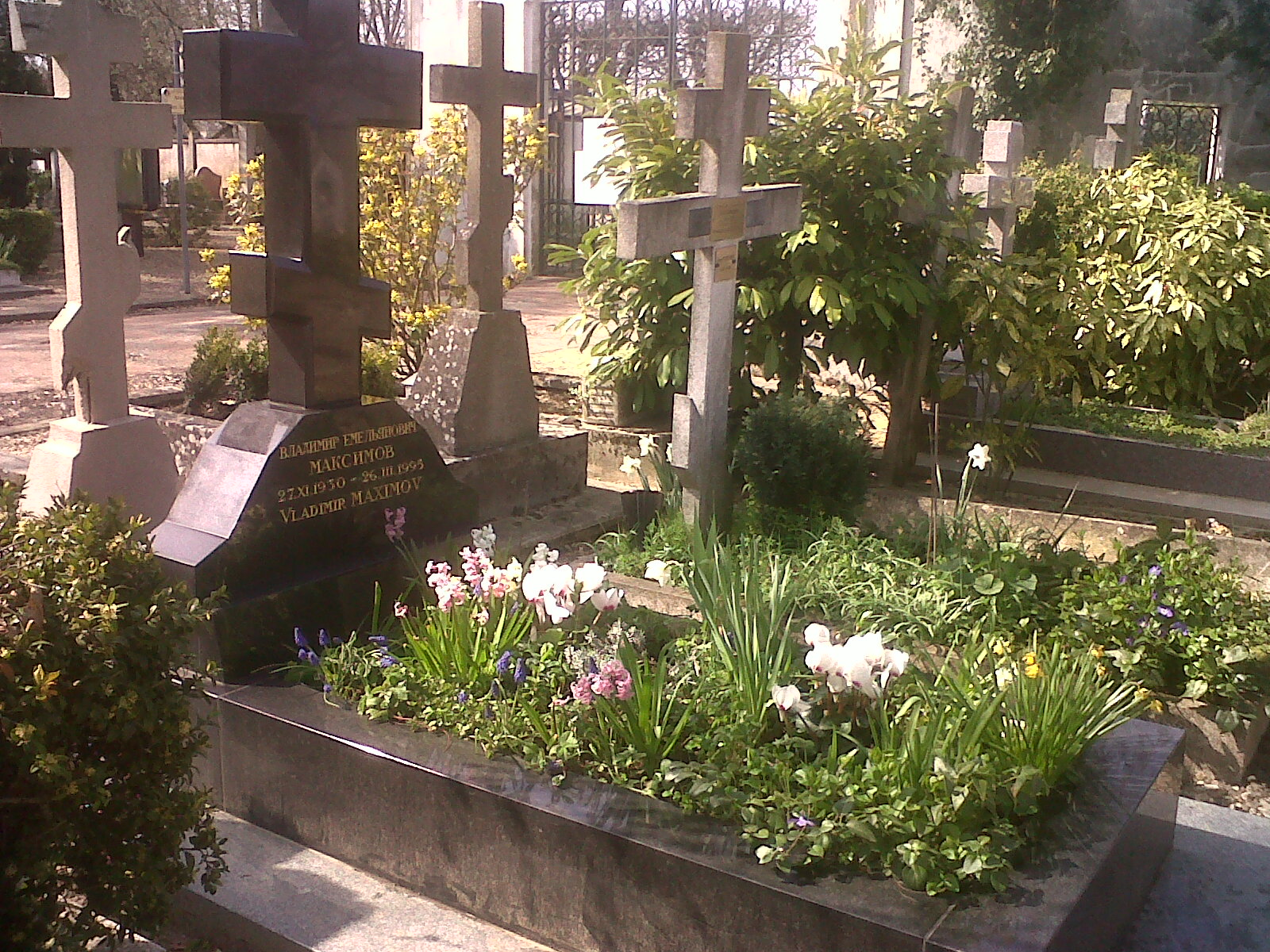

Похоронен на русском кладбище Сент-Женевьев-де-Буа.

## Фразы
- «А может, лучше было бы, чтоб Достоевский был у швейцарцев? А у нас взамен чтоб была нормальная жизнь»[9].

### Наиболее полные издания
- Собрание в 6 томах, Франкфурт-на-Майне: Посев, 1975—1979.
- Собрание сочинений в восьми томах + доп. 9 том, М.: «ТЕРРА» — «TERRA», 1991—1993.